# Chat Moss
A Chat Moss egy nagy kiterjedésű tőzegláp, amely Salford városának, Wigan és Trafford városrésznek egy részét alkotja Nagy-Manchesterben, Angliában. A Merseyside-i Metropolitan Borough of St Helens és a cheshire-i Warrington egy részét is alkotja. A Manchester Ship Canal és a Mersey folyó északi részén, Manchestertől 8 km-re (5 mérföldre) nyugatra, mintegy 27,5 km² (10,6 négyzetmérföld) területet foglal el.